# Wistka Królewska
Wistka Królewska – wieś w Polsce położona w województwie kujawsko-pomorskim, w powiecie włocławskim, w gminie Włocławek.
W latach 1975–1998 miejscowość administracyjnie należała do województwa włocławskiego. Według Narodowego Spisu Powszechnego (III 2011 r.) liczyła 197 mieszkańców. Jest trzynastą co do wielkości miejscowością gminy Włocławek.

## Historia[4]
Wcześniejsze nazwy: Wisłka, Wisłka Maior (ta ostatnia funkcjonowała jeszcze na początku XVII wieku). Wistka Królewska należała do starostwa duninowskiego. Przekazywana Zygmuntowi Kretkowskiemu (1760 r.; wojewoda chełmiński), a następnie Antoniemu Gostomskiemu (1767 r.). Po II rozbiorze Polski (1793 r.) wieś przeszła we władanie pruskie. Król pruski darował ją gen. Blücherowi. W okresie późniejszym własność de Stronzów, a od 1820 r. Karola Wilhelma von Ike (Ike-Duninowskiego).